# 尤卡吉尔语系
尤卡吉尔语系是由两门关系紧密的语言冻原尤卡吉尔语和科雷马尤卡吉尔语组成的一个小型语系。这两门语言通行于居住俄罗斯远东地区科雷马河流域的尤卡吉尔人当中。据2002年俄罗斯人口普查的结果，使用这两门语言的总人口为604人。较新的实地考察报告认为这个数字偏高：在2009年能流利说科雷马尤卡吉尔语的人数不超过5人，而能流利说冻原尤卡吉尔语的人数在60至70人之间。因此整个语系被视为濒临灭绝。

## 分类和语法特征
尤卡吉尔语系与其它语系的关系不是太清楚，尽管有人认为它们与乌拉尔语系有一点关系，并组成一个假定的乌拉尔-尤卡吉尔语系。
冻原尤卡吉尔语和科雷马尤卡吉尔语是曾经在西伯利亚东北部占优势地位语系之一的两门幸存语言，该语系曾覆盖从东边阿纳德尔河到西边勒拿河的区域。根据早期文献记载，可以推论出曾经有一个尤卡吉尔方言连续体，而现今冻原尤卡吉尔语和科雷马尤卡吉尔语分属这个连续体的两端。
这两门语言只有一小部分相同的词汇，两者并不能互通。尽管如此，它们的基本语法结构相似。两者都有残余的元音和谐及一套复杂的辅音语音系统和丰富的粘着语法构词，且有严格的中心词后置现象。

## 语系成员
尤卡吉尔语系现存的两门语言为：

17世纪时尤卡吉尔语言和部落分支的分布图

- 冻原尤卡吉尔语 (ykg，又称北尤卡吉尔语）：1989年时有30至150人使用。通行于因迪吉爾卡河下游到科雷馬河下游流域之间的冻原地带，在很久以前曾通行于西至勒拿河流域更广阔的区域。
- 科雷马尤卡吉尔语（yux，又称南尤卡吉尔语、森林尤卡吉尔语）：2009年时有5至10人使用。通行于科雷馬河源头的森林地带，分属俄罗斯的萨哈共和国和马加丹州，以前曾通行于上科雷馬地区更广阔的区域。

已消亡的语言如下，它们可能在18世纪就已消亡：
- 奥莫克语†（omk）
- 楚凡语†（xcv）

## 参看
- 古西伯利亚语言